# إيداروسيزوماب
إيداروسيزوماب( Idarucizumab)، الذي تحت الإسم التجاري براكسبيند (Praxbind)، هو دواء يستخدم لعكس آثار دابيغاتران.  على وجه التحديد إذا كان النزيف الشديد أو الجراحة العاجلة مطلوبة.  و يعطى عن طريق الحقن في الوريد. 
تشمل الآثار الجانبية الشائعة لهذا العقار على: الصداع و الغثيان و الإمساك.  قد تشمل الآثار الجانبية الشديدة جلطات الدم و ردود الفعل التحسسية.  إنه جسم مضاد وحيد النسيلة يعمل عن طريق الارتباط بالدابيقاترن و تعطيله.  
تمت الموافقة على استخدام إيداروسيزوماب طبيًا في كل من الولايات المتحدة و أوروبا في عام 2015.   في المملكة المتحدة، تكلف الجرعة الواحدة هيئة الخدمات الصحية الوطنية حوالي 2400 جنيه إسترليني اعتبارًا من عام 2021.  و يكلف هذا المقدار في الولايات المتحدة حوالي 4500 دولار أمريكي. 